# Karácsonyi krónikák
A Karácsonyi krónikák (eredeti cím: The Christmas Chronicles) 2018-ban bemutatott amerikai karácsonyi-filmvígjáték, melyet Clay Kaytis rendezett. A főszereplők Kurt Russell, mint Mikulás, valamint Judah Lewis, Darby Camp, Lamorne Morris, Kimberly Williams-Paisley, Oliver Hudson, Martin Roach és Vella Lovell. A filmet az 1492 Pictures és a Wonder Worldwide gyártotta.
2018. november 22-én jelent meg Netflixen.
A Karácsonyi krónikák általánosságban vegyes értékeléseket kapott a kritikusoktól. A Karácsonyi krónikák: Második rész címet viselő folytatás az eredeti színészek nagy részével tért vissza, 2020 novemberében jelent meg.

## Cselekmény
Minden évben karácsonykor házimozi-felvételek sorozatán keresztül találkozhatunk a Pierce családdal. A gyerekek felnőnek, ajándékokat nyitnak ki, és csúnya karácsonyi pulóvereket mutatnak be.
A házi film visszapillantásai 2017-ben véget érnek, kiderül, hogy ez nem lesz boldog karácsony a Pierce család számára, mert meghal a szerető apa (Oliver Hudson), akit feleségével és gyermekeivel láttunk, és ez lesz a család első karácsonya nélküle.
A veszteség miatt a családtagok elszigetelődnek. Anya (Kimberly Williams-Paisley) keményen dolgozik a család támogatásán, de az utolsó pillanatban behívják karácsonykor egy extra műszakra, emiatt a gyerekeket egyedül kell hagynia otthon. A tinédzser Teddy (Judah Lewis) dühös, a húga fittyet hány mindenre, ám a fiú az ideje nagy részét olyan barátokkal tölti, akik állandóan a bajt keresik. Kistestvére, Kate (Darby Camp) folyamatosan az otthoni filmeket nézegeti, és apja régi filmkameráját felhasználva elkészíti a sajátját, beleértve a Mikulásnak írt videólevelét.
Az egyik házi film sarkában lévő piros ruhás kéz megpillantása arra inspirálja Kate-t, hogy megpróbálja filmre rögzíteni a Mikulást. Azzal a fenyegeti meg bátyját, hogy megmutatja anyukájuknak azt a videót, amelyet Teddyről és barátairól készített, ahogy egy autót feltörnek és beindítanak. Hajnalok-hajnalán megjelenik a Mikulás (Kurt Russell). Kate és Teddy észrevétlenül beszállnak a Mikulás szánjába, és amikor felfedezi őket, lezuhannak Chicagóban. Rajtuk múlik, hogy a Mikulás és a karácsony menete visszaálljon a normális kerékvágásba.

## Szereplők
| Szerep | Színész                   | Magyar hang         |
| --- | ------------------------- | ------------------- |
| Kate Pierce; lelkes, 10 éves kislány, Teddy húga. Teddy-vel ellentétben Kate hisz a Mikulásban, és úgy dönt, hogy Szenteste megkeresi a Mikulás szánját. | Darby Camp                | Csíkos Léda         |
| Teddy Pierce; 16 éves kamasz, Kate bátyja, aki apja elvesztése után lázadóvá vált.                                                                       | Judah Lewis               | Nagy Gereben        |
| Mikulás / Szent "Miki" Miklós; mágikus alak, aki ajándékokat hoz a gyerekeknek, amikor mindenki alszik.                                                  | Kurt Russell              | Sörös Sándor        |
| Claire Pierce; Teddy és Kate özvegy édesanyja. A Massachusetts-i Lowell kórház ápolója.                                                                  | Kimberly Williams-Paisley | Mahó Andrea         |
| Doug Pierce; Teddy és Kate elhunyt édesapja, Claire néhai férje.                                                                                         | Oliver Hudson             | Czvetkó Sándor      |
| Mikey Jameson járőr; rendőr, aki Chicagóban él. | Lamorne Morris            | Baráth István       |
| Dave Poveda járőr; rendőr, aki szintén Chicagóban él. Nem emlékszik a Mikulásra.                                                                         | Martin Roach              | Barabás Kiss Zoltán |
| Mikulásné; Hawn, Kurt Russell házastársa cameoszerepben jelenik meg.                                                                                     | Goldie Hawn               | Kovács Nóra         |
| Wendy | Vella Lovell              | Mezei Kitty         |
| Charlie Plummer; csapos | Tony Nappo                | Törköly Levente     |
| huligán 1# | Ish Morris                | Gacsal Ádám         |
| huligán 2# | Chris LeBlanc             | Czető Roland        |
| huligán 3# | Jeremy Raymond            | Molnár Levente      |

## Gyártás
2017 decemberében arról számoltak be, hogy Kurt Russell Mikulásként szerepel majd a Netflixes filmben, ami később a Karácsonyi krónikák címet kapta.
A film forgatása 2018 januárjában kezdődött Torontóban (Ontario). A film Massachusettsben (Lowell) és Illinoisban (Chicago) játszódik.

## Megjelenés
A filmet 2018. november 22-én mutatták be.
A Netflix jelentése szerint a filmet 20 millióan nézték meg otthon az első megjelenési héten.

## Folytatás
2020. szeptember 15-én bejelentették a folytatást Karácsonyi krónikák: Második rész címmel. Az eredeti rendező, Clay Kaytis nem vállalta filmet, helyére Chris Columbus került, aki az első rész producere volt. Kurt Russell, Goldie Hawn, Darby Camp, Kimberly Williams-Paisley és Judah Lewis megerősítést nyert, hogy újból visszatérjenek szerepükhöz, míg Julian Dennison és Jahzir Bruno újonnan csatlakoztak a folytatáshoz. A Karácsonyi krónikák: Második rész 2020. november 25-én jelenik meg a Netflix-en.